# Heterolaophonte hamatus
Heterolaophonte hamatus är en kräftdjursart som beskrevs av Jakobi 1954. Heterolaophonte hamatus ingår i släktet Heterolaophonte och familjen Laophontidae. Inga underarter finns listade i Catalogue of Life.